# Lande de Lieberose

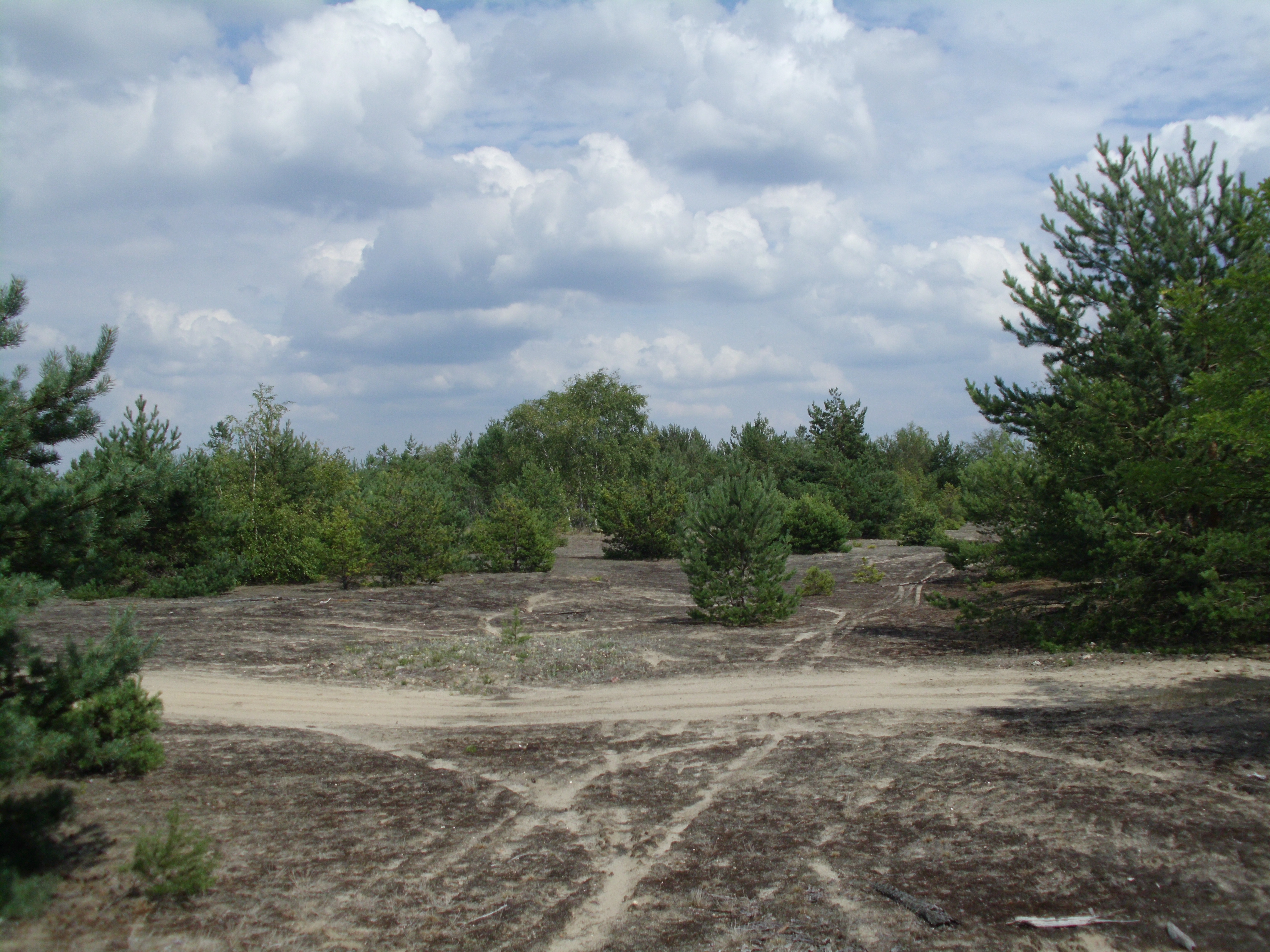
La lande de Lieberose

La lande de Lieberose (Lieberoser Heide) est un paysage morainique de 25 500 hectares situé dans le sud du Brandebourg en Allemagne, à 90 km au sud-est de Berlin et à 20 km au nord de Cottbus. La zone recoupe l'emplacement de l'ancien site d'entraînement militaire de Lieberose utilisé de 1942 à 1992 d'abord par la Waffen-SS, puis par l'armée rouge et les troupes d'occupation soviétiques.
La zone fait environ 12 kilomètres du nord au sud et 28 kilomètres de l'ouest à l'est. Elle est traversée par la Bundesstraße 168 et la Bundesstraße 320 et inclut les villes de Lieberose, Peitz, Pinnow et Lamsfeld. Le paysage est majoritairement composé de lande sablonneuse où poussent quelques pinèdes, et de zones plus marécageuses, particulièrement aux abords de la réserve de biosphère de la forêt de la Sprée à l'ouest. Certaines parties du terrain sont fortement contaminées par des résidus de munitions.
Le désert de Lieberose est une zone ouverte et sablonneuse d'environ 5 kilomètres carrés située dans la lande de Lieberose, à l'est de la Bundesstraße 168 et qui est considérée comme le plus grand désert d'Allemagne. Cette zone désertique est apparue en 1942 à la suite d'un incendie et est restée dans cet état en raison de l'utilisation continuelle de matériel militaire lourd dans le cadre du site d'entrainement de Lieberose.